# Nick Wolters
Nick Wolters (Kerkrade, 5 augustus 1993) is een Nederlands voetballer die als keeper speelt.

## Carrière
Nick Wolters was van 2015 tot 2017 reservekeeper bij Roda JC Kerkrade, waar hij alleen op de bank zat en niet in actie kwam. In 2017 vertrok hij naar FC Dordrecht, waar hij afgewisseld met Renze Fij steeds twee wedstrijden achter elkaar zou keepen. Zodoende speelde hij in de derde en vierde speelronde van de Eerste divisie, tegen FC Emmen en FC Oss. In de met 1-0 verloren uitwedstrijd in de beker tegen amateurclub GVVV kreeg FC Dordrecht het enige tegendoelpunt door een fout van Nick Wolters, en werd het experiment met de afwisselende keepers gestopt en werd Renze Fij definitief eerste keeper. Op 22 februari 2018 werd zijn contract ontbonden. Medio 2018 ging hij in Zweden voor Gottne IF spelen dat uitkomt in de Division 2 - Norrland. Vanaf 2020 komt hij uit voor Eskilstuna City FK.

### Statistieken
| Seizoen        | Club             | Land           | Competitie     | Competitie | Competitie | Beker | Beker | Overig | Overig | Totaal | Totaal |
| Seizoen        | Club             | Land           | Competitie     | Wed.       | Dlp.       | Wed.  | Dlp.  | Wed.   | Dlp.   | Wed.   | Dlp.   |
| -------------- | ---------------- | -------------- | -------------- | ---------- | ---------- | ----- | ----- | ------ | ------ | ------ | ------ |
| 2014/15        | Roda JC Kerkrade | Nederland      | Eerste divisie | 0          | 0          | 0     | 0     | 0      | 0      | 0      | 0      |
| 2015/16        | Roda JC Kerkrade | Nederland      | Eredivisie     | 0          | 0          | 0     | 0     | –      | –      | 0      | 0      |
| 2016/17        | Roda JC Kerkrade | Nederland      | Eredivisie     | 0          | 0          | 0     | 0     | 0      | 0      | 0      | 0      |
| 2017/18        | FC Dordrecht     | Nederland      | Eerste divisie | 5          | 0          | 1     | 0     | –      | –      | 6      | 0      |
| 2020/21        | AFC Eskilstuna   | Zweden         | Superettan     | 0          | 0          | 0     | 0     | 0      | 0      | 0      | 0      |
| Carrièretotaal | Carrièretotaal   | Carrièretotaal | Carrièretotaal | 5          | 0          | 1     | 0     | 0      | 0      | 6      | 0      |